# The Ready Set
The Ready Set es un proyecto musical de rock electrónico y electropop formado en Fort Wayne, Indiana en 2007; está conformado únicamente por el vocalista Jordan Witzigreuter junto a una banda de apoyo que lo acompaña en sus presentaciones en vivo. El proyecto musical fue creado por Witzigreuter en el sótano de sus padres escribiendo y grabando sus propias canciones con un estilo electropop y emo pop. El nombre de The Ready Set lo adoptó debido a que su apellido era demasiado largo y muy difícil de pronunciar.

## Historia

### Primeros años (2007 – 2008)
Durante el verano de 2007, Witzigreuter formó parte de un dúo acústico junto a un amigo con el cual creó The Ready Set. Jordan empezó a escribir canciones por sí solo, ya que su amigo dejó el dúo para seguir una carrera diferente. Jordan decidió empezar el proyecto como solista, creándose una cuenta en MySpace por diversión, y empezó a subir sus propias canciones. En 2008 grabó su primer EP, Sintaxis and Bright Lights, que fue grabado en el sótano de su casa.

### I'm Alive, I'm Dreaming(2010)
El 27 de marzo de 2009, publicó Tantrum Castle, su primer álbum de estudio, escrito, grabado y producido por Witzigreuter. Posteriormente lo llevaría a obtener un contrato con el sello discográfico Decaydance Records, sello discográfico de Pete Wentz, bajista de Fall Out Boy, con el que publicó su segundo álbum de estudio I’m Alive, I’m Dreaming, producido por Zack Odom, Kenneth Mount, y Matt Squire y distribuido por Sire Records. El álbum se lanzó el 14 de julio de 2010, pero unos días antes, I’m Alive, I’m Dreaming logró ingresar en la lista Heatseekers Albums en el puesto número tres, de él se extrajeron dos sencillos, «Love Like Woe» y «More Than Alive». «Love Like Woe» se convirtió en su primer gran éxito, obteniendo los puestos número uno, ocho, diez, trece, quince, dieciocho, veintisiete, treinta y cinco, y treinta y nueve en las siguientes listas, Heatseekers Songs, AOL Video, AOL Radio, Yahoo Audio, Pop Songs, Digital Songs, Billboard Hot 100, Adult Pop Songs y Radio Songs, respectivamente, junto a una certificación de platino por la RIAA.

### Feel Good Nowy nuevo álbum (2011 - 2013)
Feel Good Now se publicó el 11 de octubre de 2011 y es su primer EP grabado bajo un sello discográfico. El EP fue producido por Ian Kirkpatrick y de él se extraen dos sencillos «Young Forever», lanzado el 8 de marzo y «Hollywood Dream», lanzado el 19 de agosto... El primero de estos logró conseguir el puesto treinta y nueve en la lista Pop Songs.
Según Witzigreuter, en varias entrevistas dadas sobre el nuevo material discográfico y Feel Good Now él dice: «Esperemos que para primavera de 2012 vaya a publicar algo nuevo antes de esa fecha, así que nueva música está en camino.», el 18 de mayo estrenó su sencillo «Give Me Your Hand (Best Song Ever)».. Además Jordan pudo dar algunas pistas sobre el nuevo álbum en una entrevista a Pop Crush, se le pregunta si habrá alguna diferencia con trabajos anteriores y si habrá algún artista invitado, a lo que Witzigreuter responde:

Se perfila a ser un poco mejor. Todavía suena como lo que hago, pero creo que las canciones son un poco más únicas. Es difícil de describir. Es tal vez menos material electrónico directo, y un poco más fresco en los sonidos que he estado trabajando. No quiero que suene exactamente igual que el resto de las cosas que hay en la radio. Así que estoy tratando de hacer canciones que destacan de eso.
En cuanto a los artistas invitados, estamos tratando de encontrar un par de personas para hacer algunas cosas para el álbum, pero realmente no se a resuelto nada.
Jordan Witzigreuter

El álbum fue lanzado el 27 de mayo de 2014.

## Discografía

### Álbumes de estudio
| Tantrum Castle                                                              | - Lanzamiento: 29 de marzo de 2009 - Discográfica: The Ready Set - Formatos: CD y descarga digital                                 | — | —                                   | |  |
| I'm Alive, I'm Dreaming                                                     | - Lanzamiento: 9 de junio de 2010 - Discográfica: Decaydance Records - Formatos: CD y descarga digital - Calificación de Allmusic: | — | 3                                   | |  |
| The Bad & The Better                                                        | - Lanzamiento: 27 de mayo de 2014 - Discográfica: Razor & Tie - Formatos: CD y descarga digital                                    | — | I Will Be Nothing Without Your Love | - Lanzamiento: 8 de abril de 2016 - Discográfica: Hopeless Records - Formatos: CD y descarga digital |  |
| «—» indica que el álbum no fue lanzado o no se posicionó en ese territorio. | |   |                                     | |  |

### EP
| EP            | Detalles                                                                                                |
| ------------- | --- |
| Cascades      | - Lanzamiento: 29 de abril de 2009 - Discográfica: Auto-editado - Formato: Descarga digital             |
| Feel Good Now | - Lanzamiento: 11 de octubre de 2011 - Discográfica: Decaydance Records - Formato: CD, descarga digital |

### Sencillos
| Sencillo                                                                       | Año  | Posiciones | Posiciones | Posiciones | Certificaciones | Álbum                   |
| Sencillo                                                                       | Año  | EUA        | Pop        | Adult Pop  | Certificaciones | Álbum                   |
| ------------------------------------------------------------------------------ | ---- | ---------- | ---------- | ---------- | --------------- | ----------------------- |
| «Love Like Woe»                                                                | 2010 | 27         | 15         | 35         | - EUA: Platino  | I'm Alive, I'm Dreaming |
| «More Than Alive»                                                              | 2010 | —          | —          | —          |                 | I'm Alive, I'm Dreaming |
| «Young Forever»                                                                | 2011 | —          | 39         | —          |                 | Feel Good Now           |
| «Hollywood Dream»                                                              | 2011 | —          | —          | —          |                 | Feel Good Now           |
| «Give Me Your Hand (Best Song Ever)»                                           | 2012 | —          | 30         | —          |                 | The Bad & The Better    |
| «—» indica que el sencillo no fue lanzado o no se posicionó en ese territorio. |      |            |            |            |                 |                         |